# Église Saint-Désiré de Lons-le-Saunier
Pour les articles homonymes, voir Église Saint-Désiré.
L'église Saint-Désiré est une église catholique située à Lons-le-Saunier, en France.

## Localisation
L'église est située dans le département du Jura, sur la commune de Lons-le-Saunier.

## Historique
La tradition voudrait qu'une première église existât à Lons-le-Saunier au IVe siècle. Saint Désiré y est mort en 414. Cependant la première mention de l'église est datée de 1083. À cette date, Thibert, vicomte de Lons, cède à Bernard, abbé de Baume, tous ses droits sur l'église Saint-Désiré et ses appartenances. Une bulle du pape Eugène III concerne le monastère de Lons, prieuré bénédictin dépendant de Baume. Aucun document des XIIIe siècle, XIVe siècle et du XVe siècles ne cite de travaux dans l'église. 
Une « Fraternité » s'est établie dans la paroisse au XVe siècle. En 1474, elle revendique la pleine propriété de l'église dont elle affirme qu'elle a été entièrement construite par les habitants et non par les moines.
Le prieur Claude du Pin (1484-1502), et son successeur, Jean Sangler, ont construit les chapelles qui encadraient le porche, aujourd'hui disparues. Des incendies en 1510 et 1536 ont fait de graves dégâts. La ville a été prise par les troupes d'Henri IV en 1595 et incendiée. La charpente de l'église est brûlée et le chœur est très endommagé et sert d'écurie à la compagnie de Lagrange. Le clocher qui se trouvait à la croisée du transept est détruit. Le prieur Georges d'Abbans (1592-1599) commence la reconstruction du chœur qui est terminée sous le prieur Antoine de Grivel (1625-1634) qui a fait poser les stalles. 
En 1604, on entreprend la reconstruction du clocher au-dessus du croisillon nord. Les travaux s'arrêtent au niveau haut de la tour carrée. Ils reprennent en 1672 quand un maître maçon de Moirans élève la flèche. Les chapelles du bas-côté nord sont construites au XVe siècle ainsi que les deux dernières chapelles du bas-côté sud.
Si l'église n'a pas trop souffert pendant la Révolution française, le 5 juillet 1794, le conseil municipal décide de démolir le clocher qui est arasé au niveau du toit en mars 1795.
En 1809, pour faciliter l'accès à la préfecture du Jura établie dans les bâtiments du prieuré, la première travée de la nef est démolie ainsi que les deux chapelles construites au XVe siècle, placées de part et d'autre du porche. On reconstruit la même année l'escalier donnant accès à l'église.
En 1844, le curé de Saint-Désiré Carette fait détruire l'ancienne sacristie voûtée située au sud du chœur et on construit un petit grenier sous la toiture. Le mur occidental est repris et renforcé en 1852, le sol de la nef abaissé d'environ 15 cm et les deux chapelles occidentales du bas-côté sud sont ouvertes et le curé Carette y fait construire une tribune pour le préfet dans la dernière chapelle de ce bas-côté. En 1878, le curé Blanche, curé de 1876 à 1892, entreprend la reconstruction du clocher et fait recouvrir les murs d'un badigeon qui a été ensuite enlevé. En 1900, la porte occidentale est ouverte.
À partir de 1931, à l'initiative de l'abbé Richon, curé de la paroisse, sont commencés des travaux de restauration de l'église sous la surveillance de l'architecte des monuments historiques Julien Polti.
La crypte est classée au titre des monuments historiques le 20 juillet 1908, le reste de l'église est inscrit le 26 octobre 1927.